# トリスタン・ミュライユ
トリスタン・ミュライユ（Tristan Murail, 1947年3月11日 - ）は、フランス、ル・アーヴル生まれの現代音楽の作曲家。

## 概要
ローマ、メディチ荘で出会ったイタリアの作曲家ジャチント・シェルシに大きな影響を受ける一方で、ピエール・ブーレーズ以降のトータル・セリエリスムに疑問を呈し、ジェラール・グリゼーら複数の作曲家と共に作曲の方法論を発展させたことから、スペクトル楽派の作曲家として知られるようになる。また、1977年に設立されたパリのIRCAMにて、情報理論と工学技術を駆使した音響解析の手法をいち早く学び、自身の音楽語法へと昇華させたことから、今日のリアルタイム音響合成やコンピュータを用いた作曲制作の分野において、先駆けの存在となった。

## 来歴

### 研修期間
ノルマンディー地方セーヌ河口の港町ル・アーヴルに生まれる。フランス国立東洋言語文化研究所にて古典アラブおよびマグリブの研究で学位を取得、およびパリ政治学院にて経済科学の学士を取得した後、1967年、パリ国立高等音楽院作曲科に入学。オリヴィエ・メシアンのクラスにて学び、1971年にプルミエプリを取得、卒業。同年、メディチ荘滞在権(旧ローマ賞)を獲得し、ローマのメディチ荘に2年間滞在する。この頃のミュライユは、音響テクスチャ、音勢および質量の総体としての運動を形作るという美学に執念を抱いており、電子音響音楽作品や、ヤニス・クセナキス、ジャチント・シェルシ、ジェルジュ・リゲティらの音楽をモデルとしていたとされる。

### 第1期
1973年、パリに戻ったミュライユは、ミカエル・レヴィナス、ユーグ・デュフール、ジェラール・グリゼー、ロジェ・テシエらと共に演奏団体アンサンブル・イティネレールを組織。この組織は、彼らの楽器書法の実験の場として、また、リアルタイム音響合成およびコンピュータを用いた音楽制作のための貴重な実験の場となった。この頃書かれた『大陸移動説 La Dérive des continents』(1973) 、『マゼラン雲 Les Nuages de Magellan』(1973) は、分節や進展を伴わず、ひたすら絶えることのない音響の怒濤を特徴とした、第一期の作風である。それに続く『砂 Sables』(1974-1975) および『記憶／侵食 Mémoire/Erosion』 (1975-1976) においては、次の作風への段階的移行が見られる。

### 第2期
1980年、アンサンブル・イティネレールの作曲家達は、IRCAMにおいて行われた情報理論の研修に参加した。この経験はミュライユの音楽の進展に対して決定的衝撃を与え、音響現象の知見を深める手段として、情報理論を用いるようになる。『崩壊 Désintégrations』(1982-1983) は、楽器音響と音響合成を共に用いた作品として、彼の初めての経験となった。『セレンディブ Serendib』(1991-1992) 、『流体動力学 La Dynamique des fluides』(1990-1991) 、『神秘の小舟 La Barque mystique』(1993) といった作品において、展開の予測不可能さ、および細分化、分節化は極限に達したとされる。1991年から1997年にかけては、IRCAMとの共同作業の時代であり、同機関に設立された作曲研究課程の教授として招聘される一方、パッチワーク(OpenMusicの前身となったプログラム)の開発に参加した。また、ダルムシュタット夏季現代音楽講習会、ロワイヨモン現代音楽セミナー、サントル・アカント作曲講習会をはじめとする多くの音楽祭や組織において後進の指導に当たった。

### 第3期
1997年よりアメリカに拠点を移し、コロンビア大学作曲科にて教授を務め、現在はザルツブルク・モーツァルテウム大学にて教鞭をとっている。近作に、パリ、シテ・ド・ラ・ミュジックにおいてジョナサン・ノット指揮、アンサンブル・アンテルコンタンポランによって初演された『都市伝説 Légendes urbaines』、アムステルダム、ミュージックヘボウにおいて初演された『残酷な童話 Contes cruels』(アウトプット音楽祭のためにオランダ放送協会によって委嘱された)などがある。以前より宗教音楽への熱意を隠さなかった彼は、10年以上にわたる構想の果てに「七つの言葉」で全創作の統合を図った。

## 演奏活動
一時期は鍵盤楽器奏者としても活躍し、特にオンド・マルトノの演奏では録音も出している。有名な盤ではサイモン・ラトル指揮バーミンガム市交響楽団ならびにエサ＝ペッカ・サロネン指揮フィルハーモニア管弦楽団によるメシアンの『トゥランガリーラ交響曲』の録音にオンド・マルトノ奏者で加わっている。また関連して、オンド・マルトノのための作品も多く作曲しており、2台のオンド・マルトノのための『マッハ2.5 Mach 2,5』（1971-75年）、オーケストラとの協奏曲『空間の流れ Les Courants de l'espace』（1979年）などがオンド・マルトノ奏者のレパートリーとなっている。

## 主要作品
- 大陸移動 La Dérive des continents ヴィオラと弦楽合奏のための (1973) 、
- マゼラン雲 Les Nuages de Magellan 2台のオンド・マルトノ、エレクトリックギター、パーカッションのための (1973)
- 砂 Sables オーケストラのための (1974-1975)

- 記憶／侵食 Mémoire/Erosion ホルンと9人の器楽奏者のための (1975-1976)

- 忘却の領土 Territoires de l'oubli ピアノのための（1977)

- ゴンドワナ Gondowana オーケストラのための (1980)

- 冬の断章 Winter Fragments (2000)

## 受賞
- メディチ荘滞在 (1971)
- グランプリ・デュ・ディスク (1990)
- 共和国大統領賞　シャルル・クロ (1992)

## 家族構成
- 父: ジェラール・ミュライユ (詩人)
- 母: マリー＝テレーズ・バロワ (ジャーナリスト)
- 兄: ルイ・ミュライユ (著作家)
- 妹: エルヴィール・ミュライユ (著作家)
- 妹: マリー=オード・ミュライユ (児童文学作家)

## 備考
ミュライユ本人はスペクトル楽派と呼ばれることを忌み嫌い、「作品を聴いている間に耳で思い出せるオブジェ」を作曲思想の源泉とし、「ピエール・シェフェールよりもピンク・フロイドからアイデアを得ることが多かった」とのことである。